# Monoctonus cerasi
Monoctonus cerasi är en stekelart som först beskrevs av Marshall 1896.  Monoctonus cerasi ingår i släktet Monoctonus och familjen bracksteklar. Arten är reproducerande i Sverige. Inga underarter finns listade i Catalogue of Life.